# Crawshayara
× Crawshayara (abreviado Ceaw) es un híbrido intergenérico entre los géneros de orquídeas Aspasia × Brassia x Miltonia × Oncidium. Fue publicado en Orchid Rev. 86(1017, cppo): 8 (1978).